# Olaf Roggensack
Olaf Roggensack (* 29. Mai 1997 in Berlin) ist ein deutscher Ruderer. Er gewann bei den Olympischen Sommerspielen 2020 in Tokio die Silbermedaille im Achter.

## Sportliche Karriere
2014 gewann er zusammen mit René Schmela, Wolf-Niclas Schröder und Paul Gebauer im Vierer ohne Steuermann bei den Junioren-Weltmeisterschaften. Bei den Junioren-Weltmeisterschaften 2015 gewann er zusammen mit René Schmela im Zweier ohne Steuermann. 2016 starteten die vier wieder im Vierer ohne und erreichten den fünften Platz bei den U23-Weltmeisterschaften. Ein Jahr später wechselte Roggensack in den Achter, mit dem er Fünfter bei den U23-Weltmeisterschaften 2017 wurde. Bei den U23-Weltmeisterschaften 2018 folgte der vierte Platz im Achter. 2019 ging er bei den U23-Weltmeisterschaften wieder im Vierer ohne an den Start und erreichte erneut den vierten Platz.
2020 rückte Roggensack in den Deutschland-Achter auf. Bei den Europameisterschaften 2020 siegte der Deutschland-Achter vor den Rumänen und den Niederländern. Im Jahr darauf siegten die Briten bei den Europameisterschaften in Varese vor den Rumänen und den Niederländern, die Deutschen erreichten den vierten Platz. Bei den Olympischen Spielen in Tokio gewannen die Deutschen ihren Vorlauf und erkämpften im Finale die Silbermedaille mit einer Sekunde Rückstand auf die Neuseeländer. Für den Gewinn der Silbermedaille bei den Olympischen Spielen in Tokio erhielt er – zusammen mit den Mitgliedern des Deutschland-Achters – am 8. November 2021 vom Bundespräsidenten das Silberne Lorbeerblatt.
Nach einem vierten Platz bei den Europameisterschaften 2022 fehlte Roggensack bei den Weltmeisterschaften in Račice u Štětí. 2023 erreichte Roggensack mit dem Deutschland-Achter den vierten Platz bei den Europameisterschaften und den fünften Platz bei den Weltmeisterschaften. 2024 folgte der Gewinn der Silbermedaille bei den Europameisterschaften in Szeged und der vierte Platz bei den Olympischen Spielen in Paris.

## Berufsweg
Ab September 2017 befand sich Olaf Roggensack in der Ausbildung zum Polizeivollzugsbeamten bei der Bundespolizei. Der Polizeimeisteranwärter war Angehöriger der Bundespolizeisportschule Kienbaum.

## Internationale Erfolge
- 2014: Goldmedaille Junioren-Weltmeisterschaften im Vierer ohne Steuermann
- 2015: Goldmedaille Junioren-Weltmeisterschaften im Zweier ohne Steuermann
- 2016: 5. Platz U23-Weltmeisterschaften im Vierer ohne
- 2017: 5. Platz U23-Weltmeisterschaften im Achter
- 2018: 4. Platz U23-Weltmeisterschaften im Achter
- 2019: 4. Platz U23-Weltmeisterschaften im Vierer ohne
- 2020: Silbermedaille Europameisterschaften im Achter
- 2021: Silbermedaille Olympische Spiele im Achter
- 2022: 4. Platz Europameisterschaften im Achter
- 2023: 4. Platz Europameisterschaften im Achter
- 2023: 5. Platz Weltmeisterschaften im Achter
- 2024: Silbermedaille Europameisterschaften im Achter
- 2024: 4. Platz Olympische Spiele im Achter